# Flame of Love
Flame of Love é o segundo EP em japonês (terceiro em geral) de Taemin, lançado pela selo EMI Records Japan, uma das divisões da Universal Music Japan. Foi lançado em formato digital e físico em 18 de julho de 2017. O primeiro single, que teve o mesmo nome do álbum, foi lançado em julho de 2017, quando Taemin realizou seu primeiro concerto solo no Japão na arena Budokan em Tóquio, que atraiu 28 mil fãs. O conteúdo visual foi coproduzido por Mika Ninagawa. A versão deluxe vem com um DVD extra com videoclipe para Flame of Love, a versão "dance" do mesmo clipe e making of da capa e do clipe. Após o lançamento, o álbum imediatamente atingiu o número 1 nas charts diárias de álbuns do Japão, vendendo mais de 45.000 cópias.

## Track listing
| CD (Regular Edition) |                 |         |  |
| N.º                  | Título          | Duração |  |
| 1.                   | "Flame of Love" | 3:54    |  |
| 2.                   | "I'm Crying"    | 5:45    |  |
| 3.                   | "Do It Baby"    | 2:42    |  |
| 4.                   | "Door"          | 3:57    |  |
| 5.                   | "Itsuka Kokode" | 4:04    |  |

| DVD |                                    |         |  |
| N.º | Título                             | Duração |  |
| 1.  | "Flame of Love" (music video)      |         |  |
| 2.  | "Flame of Love" (MV dance version) |         |  |
| 3.  | "Jacket & MV Shooting Sketch"      |         |  |

## Charts
| País   | Chart                                  | Pico |
| ------ | -------------------------------------- | ---- |
| Japão  | Oricon Chart Diária (chart de álbuns)  | 1    |
| Japão  | Oricon Chart Semanal (chart de álbuns) | 2    |
| Taiwan | G-Music                                | 1    |

## Vendas
| Chart                 | Amount  |
| --------------------- | ------- |
| Oricon vendas físicas | 51,752+ |